# اچ‌ام‌اس یاکسهام (ام۲۷۸۰)
اچ‌ام‌اس یاکسهام (ام۲۷۸۰) (به انگلیسی: HMS Yaxham (M2780)) یک کشتی بود. این کشتی در سال ۱۹۵۸ ساخته شد.